# Raštika
Raštika (na hrvatskom još zvana i rašćika, raštan, zelje, lat. Brassica oleracea var. acephala) je dvogodišnja zeljasta biljka dobro razvijenog vretenastog korijena koji se jako grana.

## Opis biljke
Stabljika raštike u prvoj godini vegetacije naraste kod visokih varijeteta do 2 m, a kod niskih oko 0,5 m. Internodiji stabljike od baze prema vrhu se skraćuju tako da i listovi koji na donjem i srednjem dijelu stabljike spiralno obavijaju stabljiku u vršnom dijelu čine rozetu. Listovi se sastoje od relativno duge peteljke i zelene do sivozelene dobro razvijene plojke. Plojka je naborana, posebice na rubovima listova i ima jako izražene žile.
U drugoj godini vegetacije iz pazuha listova gornjeg dijela stabljike izbijaju cvjetne grane s rahlim grozdastim cvatovima. Cvjetovi su tetramerni, karakteristične građe za kupusnjače. Sastoje se od četiri eliptična lapa, četiri sumporasto žute latice, 6 prašnika od kojih su dva srasla i nešto su kraćih prašničkih niti te jedne nadrasle dvogradne plodnice s više sjemenih zametaka. Plod je do 12 cm dugačka cilindrična komuška u kojoj se u dva reda nalazi poredano sjeme, jajasto-okruglastog oblika, crvenkasto do plavičasto smeđe boje, promjera do 3 mm. Masa 1000 sjemenki je najčešće 3-4 grama, a u jednom gramu ima 250-350 sjemenki. Uz pravilno čuvanje sjeme može zadržati klijavost do 5 godina.

## Rasprostranjenost
Raštika se uzgaja zbog lišća koje se bere sukcesivno od baze biljke prema vrhu tijekom čitave zime do ranog proljeća. Kao povrtna kultura uzgaja se u priobalnom dijelu Hrvatske, na otocima i u Hercegovini, prvenstveno u vrtovima, a izuzetno rijetko na većim površinama. Od svih kupusnjača najviše obiluje karotenom, provitaminom vitamina A i mineralom kalcijem.

## Uzgoj
Izrazito je skromnih zahtjeva prema vanjskim uvjetima tako da od svih kupusnjača najbolje podnosi visoke temperature i sušu tijekom ljeta kao i niske temperature i snijeg tijekom zime.
Također može se uzgajati na različitim tipovima tla, no svakako na boljem tlu daje veće i sigurnije prinose. Dobro podnosi gnojidbu zrelim stajskim gnojem, ali još bolje uspijeva ako se uzgaja iza kultura koje su bile obilno gnojene stajskim gnojem kao što je rani krumpir. Kao pretkulture veoma su dobre također grašak i grah mahunar.
Uz gnojidbu stajskim gnojem za postizanje visokih i stabilnih prinosa neophodna je gnojidba i umjetnim gnojivima. Na srednje plodnom tlu prilikom predsjetvene pripreme tlo bi trebalo pognojiti još s 800 kg NPK 7:14:21, te nakon što se biljke dobro ukorijene i počnu intenzivno rasti prihraniti s oko 200 kg/ha KAN-a.
Raštika se uzgaja iz presadnica. Presadnice se uzgajaju na otvorenom na gredicama. U proljetnom roku sije se krajem veljače ili početkom ožujka, a presađuje u travnju kada presadnice imaju dobro razvijena 3-4 lista.  Drugi najčešći rok sjetve je tijekom srpnja iz kojeg se presađuje krajem kolovoza.
Presađuje se najčešće u redove razmaka 60 cm, s razmakom biljaka u redu 40 cm čime se ostvaruje sklop od oko 40.000 biljaka/ha. U proizvodnji presadnica te tijekom uzgoja u polju mogu se primijeniti tehnološki principi koji se primjenjuju u proizvodnji kupusa.

## Vanjske poveznice

### Ostali projekti
|  | Zajednički poslužitelj ima još gradiva o temi Raštika |
|  | Wikivrste imaju podatke o taksonu Brassica oleracea   |